# Посёлок Леспромхоза (Шатурский район)
Леспромхоза — посёлок в Шатурском муниципальном районе Московской области. Входит в состав Кривандинского сельского поселения. Население — 3 чел. (2010).

## Расположение
Посёлок Леспромхоза расположен в западной части Шатурского района, расстояние до МКАД порядка 128 км. Высота над уровнем моря 129 м.

## История
На картах 1970-80-х годов посёлок обозначен как Лесхоз.
Во второй половине 1990-х — первой половине 2000-х годов посёлок входил в Кривандинский сельский округ.

## Население
| 2002 | 2006 | 2010 |
| ---- | ---- | ---- |
| 0    | ↗3   | →3   |